# Nederland op het wereldkampioenschap voetbal 1938
Nederland was een van de deelnemende landen op het Wereldkampioenschap voetbal 1938 in Frankrijk. Het was de tweede deelname voor het land aan een Wereldkampioenschap. Nederland strandde al in de achtste finale van het WK 1938: er werd, na verlenging, met 3-0 verloren van Tsjecho-Slowakije.

## Kwalificatie
Nederland speelde in kwalificatiegroep 9 tegen België en Luxemburg. Nederland kwalificeerde zich door als eerste te eindigen in de poule.

### Duels
|                  |                              |         |           |                                                                                        |
| 28 november 1937 | Nederland                    | 4-0     | Luxemburg | stadion feijenoord, Rotterdam Scheidsrechter: Karl Weingärtner Bezoekersaantal: 40.000 |
| 28 november 1937 | Smit 29' De Boer 68' 78' 82' | Verslag |           | stadion feijenoord, Rotterdam Scheidsrechter: Karl Weingärtner Bezoekersaantal: 40.000 |

|                    |                |         |                    |                                                                                      |
| 3 april 1938 15:00 | België         | 1-1     | Nederland          | Bosuilstadion, Antwerpen Scheidsrechter: Arthur James Jewell Bezoekersaantal: 48.000 |
| 3 april 1938 15:00 | Isemborghs 82' | Verslag | Van Spaandonck 37' | Bosuilstadion, Antwerpen Scheidsrechter: Arthur James Jewell Bezoekersaantal: 48.000 |

### Eindstand
| Land      | Wed | W | G | V | DV | DT | Ptn |
| --------- | --- | - | - | - | -- | -- | --- |
| Nederland | 2   | 1 | 1 | 0 | 5  | 1  | 3   |
| België    | 2   | 1 | 1 | 0 | 4  | 3  | 3   |
| Luxemburg | 2   | 0 | 0 | 2 | 2  | 7  | 0   |

## Wedstrijden op het Wereldkampioenschap
Nederland speelde in 1938 maar één wedstrijd op het Wereldkampioenschap: door de 3-0 nederlaag (na verlenging) tegen Tsjecho-Slowakije waren zij uitgeschakeld.
|                   |           |            |                                      |                                                                                          |
| 5 juni 1938 18:30 | Nederland | 0-3 (n.v.) | Tsjecho-Slowakije                    | Stade de la Cavée Verte, Le Havre Scheidsrechter: Lucien Leclerq Bezoekersaantal: 11.000 |
| 5 juni 1938 18:30 |           | Verslag    | Košťálek 93' Nejedlý 111' Zeman 118' | Stade de la Cavée Verte, Le Havre Scheidsrechter: Lucien Leclerq Bezoekersaantal: 11.000 |

## Selectie

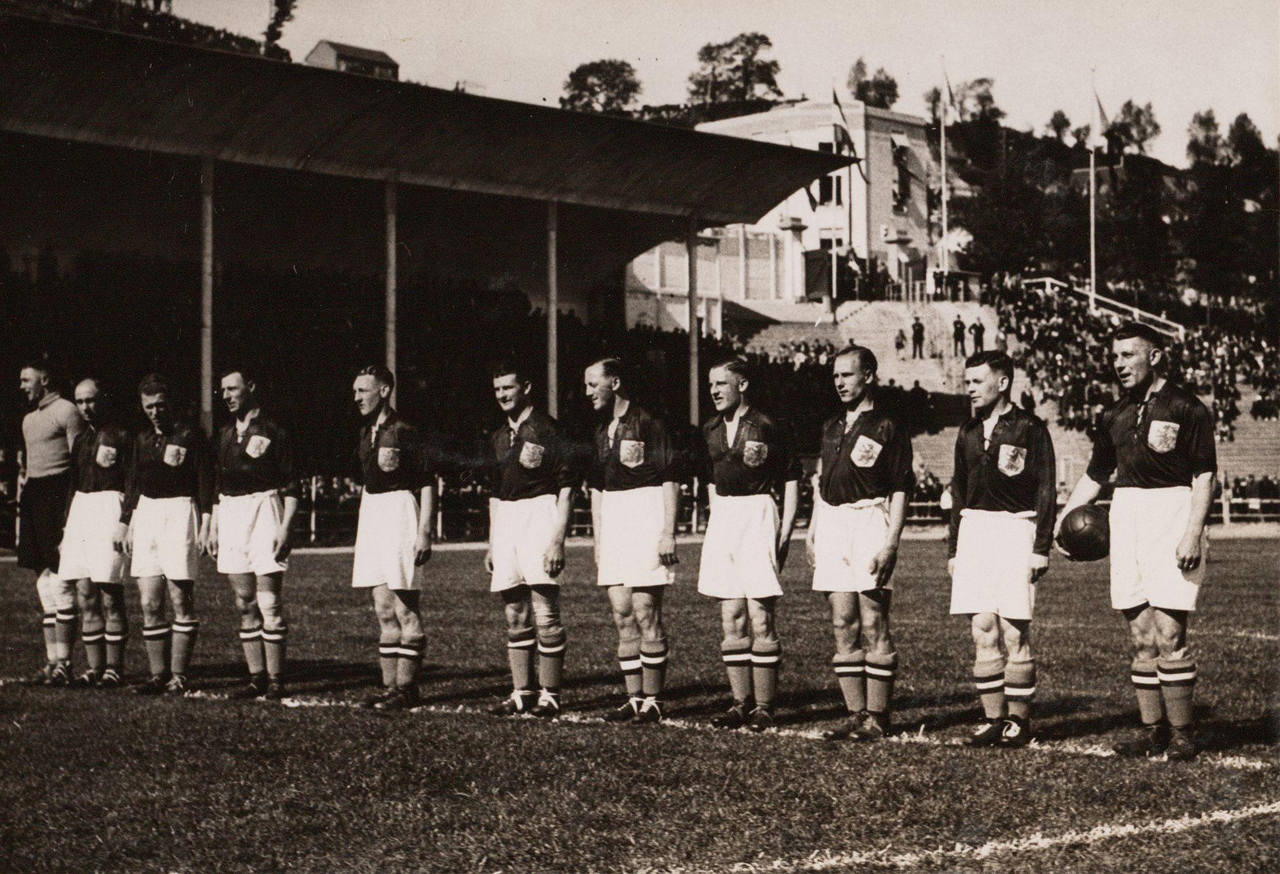
Nederlands elftal voorafgaand aan het duel tegen Tsjecho-Slowakije

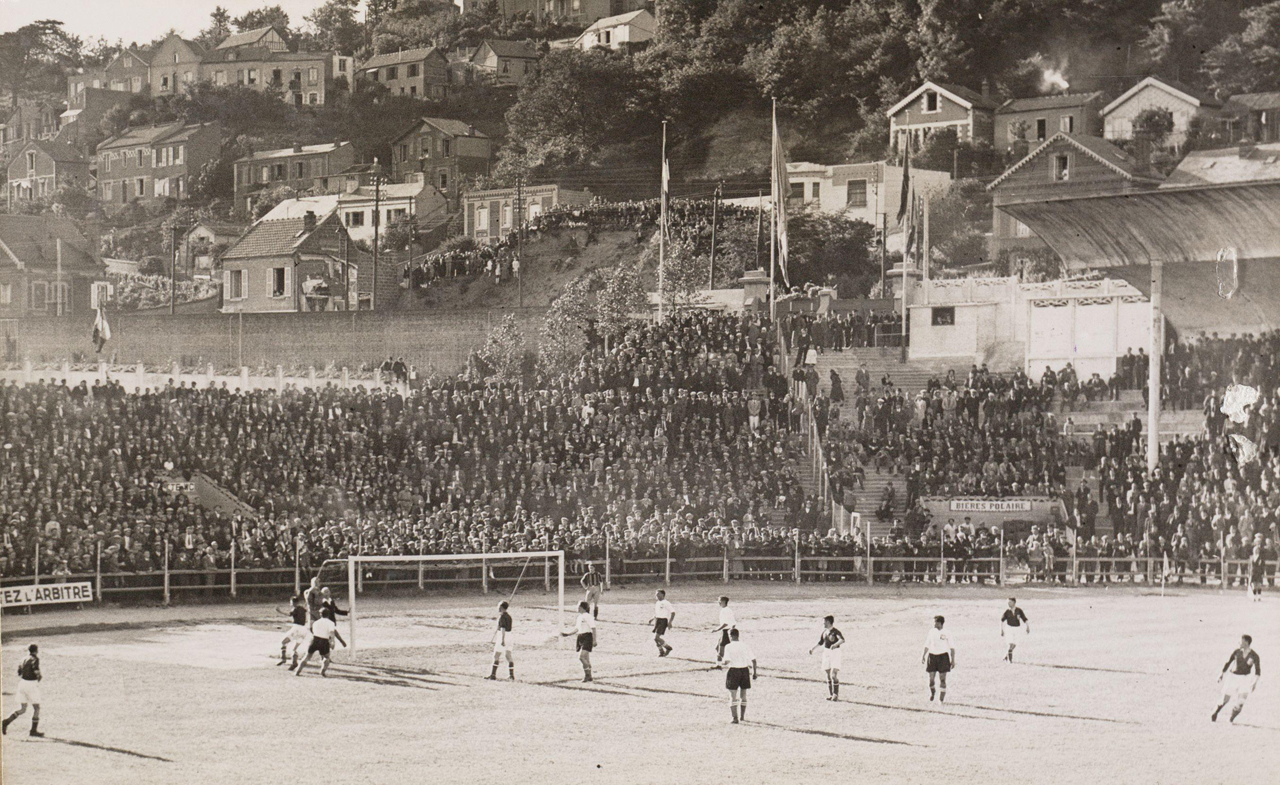
Spelmoment uit de wedstrijd tegen Tsjecho-Slowakije

De selectie van bondscoach Bob Glendenning bestond uit 22 spelers.
| Naam                | Club          | Bijzonderheden         |
| ------------------- | ------------- | ---------------------- |
| Adri van Male       | Feyenoord     |                        |
| Frans van der Veen  | Heracles      |                        |
| Frank Wels          | Unitas        |                        |
| Wim Anderiesen      | Ajax          |                        |
| Kick Smit           | Haarlem       |                        |
| Bertus Caldenhove   | DWS           |                        |
| Bas Paauwe          | Feyenoord     |                        |
| Bertus de Harder    | VUC           |                        |
| Mauk Weber          | AGOVV         |                        |
| Leen Vente          | Feyenoord     |                        |
| Puck van Heel       | Feyenoord     |                        |
| Niek Michel         | PSV           | Speelde geen wedstrijd |
| Frans Hogenbirk¹    | Be Quick 1887 | Speelde geen wedstrijd |
| Rene Pijpers        | Roermond      | Speelde geen wedstrijd |
| Henk van Spaandonck | Neptunus      | Speelde geen wedstrijd |
| Piet Punt¹          | DFC           | Speelde geen wedstrijd |
| Klaas Ooms¹         | DWV           | Speelde geen wedstrijd |
| Henk Plenter        | Be Quick 1887 | Speelde geen wedstrijd |
| Dick Been           | Ajax          | Speelde geen wedstrijd |
| Arie de Winter      | Haarlem       | Speelde geen wedstrijd |
| Piet de Boer¹       | KFC           | Speelde geen wedstrijd |
| Daaf Drok¹          | RFC           | Speelde geen wedstrijd |

¹ Spelers vermeld op officiële toernooiselectie maar bleven in Nederland als reserves
KNVB ·
A-internationals ·
Bondscoaches (m) ·
Topscorers ·
Nederlands vrouwenelftal ·
Bondscoaches (v) ·
Nederland B ·
Olympisch elftal ·
Jong Oranje ·
Nederland –20 ·
Nederland –19 ·
Nederland –18 ·
Nederland –17 ·
Nederland –16 ·
Nederland –15 ·
Nederlands amateurelftal ·
Nederlands zaterdagelftal ·
Jong OranjeLeeuwinnen ·
Vrouwen –20 ·
Vrouwen –19 ·
Vrouwen –18 ·
Vrouwen –17 ·
Vrouwen –16 ·
Vrouwen –15 ·
Militair mannenelftal ·
Militair vrouwenelftal ·
Strandteam ·
Vrouwen Strandteam ·
Futsalteam ·
Vrouwen Futsalteam

EK-wedstrijden ·
WK-wedstrijden ·
Resultaten kwalificaties en eindronden ·
Nederland B-wedstrijden ·
Officieuze wedstrijden ·
EK-wedstrijden vrouwen ·
WK-wedstrijden vrouwen ·
Resultaten vrouwen kwalificaties en eindronden
1905 – 1919 ·
1920 – 1929 ·
1930 – 1939 ·
1940 – 1949 ·
1950 – 1959 ·
1960 – 1969 ·
1970 – 1979 ·
1980 – 1989 ·
1990 – 1999 ·
2000 – 2009 ·
2010 – 2019 ·
2020 – 2029
2015 ·
2016 ·
2017 ·
2018 ·
2019 ·
2020 ·
2021 · 
2022
EK's: 1976 · 
1980 · 
1988 · 
1992 · 
1996 · 
2000 · 
2004 · 
2008 · 
2012 · 
2020 · 
2024
WK's: 1934 · 
1938 · 
1974 · 
1978 · 
1990 · 
1994 · 
1998 · 
2006 · 
2010 · 
2014 · 
2022
OS: 1908 ·
1912 ·
1920 ·
1924 ·
1928 ·
1948 ·
1952 ·
2008
Albanië ·
Andorra ·
Argentinië ·
Armenië ·
Australië ·
België ·
Bosnië en Herzegovina ·
Brazilië ·
Bulgarije ·
Canada ·
Chili ·
China ·
Colombia ·
Costa Rica ·
Curaçao ·
Cyprus ·
DDR ·
Denemarken ·
Duitsland ·
Ecuador ·
Egypte ·
Engeland ·
Estland ·
Faeröer ·
Finland ·
Frankrijk ·
GOS · 
Georgië ·
Ghana ·
Gibraltar ·
Griekenland ·
Hongarije ·
Ierland ·
IJsland ·
Indonesië ·
Iran ·
Israël ·
Italië ·
Ivoorkust ·
Japan ·
Joegoslavië ·
Kameroen ·
Kazachstan ·
Kroatië ·
Letland ·
Liechtenstein ·
Luxemburg ·
Malta ·
Marokko ·
Mexico ·
Moldavië ·
Montenegro ·
Nederlandse Antillen ·
Nigeria ·
Noord-Ierland ·
Noord-Macedonië ·
Noorwegen ·
Oekraïne ·
Oostenrijk ·
Paraguay ·
Peru ·
Polen ·
Portugal ·
Qatar ·
Roemenië ·
Rusland ·
Saarland ·
San Marino ·
Saoedi-Arabië ·
Schotland ·
Senegal ·
Servië en Montenegro ·
Slovenië ·
Slowakije ·
Sovjet-Unie ·
Spanje ·
Suriname ·
Thailand ·
Tsjechië ·
Tsjecho-Slowakije ·
Tunesië ·
Turkije ·
Uruguay ·
Verenigd Koninkrijk ·
Verenigde Staten ·
Wales ·
Wit-Rusland ·
Zuid-Afrika ·
Zuid-Korea ·
Zweden ·
Zwitserland
Argentinië (1978) ·
Argentinië (2006) ·
Argentinië (2014) ·
Argentinië (2022) ·
Australië (2014) ·
Brazilië (2014) ·
Chili (2014) · 
Costa Rica (2014) ·
Denemarken (2010) ·
Denemarken (2012) ·
Duitsland (2012) · 
Ecuador (2022) · 
Frankrijk (2008) ·
Italië (2008) ·
Ivoorkust (2006) ·
Japan (2010) ·
Kameroen (2010) ·
Mexico (2014) · 
Noord-Macedonië (2021) · 
Oekraïne (2021) · 
Oostenrijk (2021) · 
Portugal (2006) ·
Portugal (2012) ·
Portugal (2019) ·
Qatar (2022) ·
Roemenië (2008) ·
Rusland (2008) ·
San Marino (2011) ·
Senegal (2022) ·
Servië en Montenegro (2006) ·
Sovjet-Unie (1988) ·
Spanje (2010) ·
Spanje (2014) ·
Tsjechië (2021) · 
Uruguay (2010) ·
Verenigde Staten (2022) · 
West-Duitsland (1974)